# Joanna Evans
Joanna Evans (ur. 25 lipca 1997 we Freeport) – bahamska pływaczka w stylu dowolnym, uczestniczka igrzysk olimpijskich w Rio de Janeiro (2016) oraz Tokio (2020), chorąży reprezentacji olimpijskiej podczas igrzysk w 2020 roku. 
Evans studiowała inżynierię na University of Texas w Austin. W 2014 roku została wybrana Bahamską Juniorką Pływaczką Roku. 
Brała udział w Letnich Igrzyskach Olimpijskich w 2020 roku